# NGC 7742
Lỗi biểu thức: Dấu phân cách “,” không rõ ràng
NGC 7742 hay còn được biết đến với tên là thiên hà trứng chiên là tên của một thiên hà xoắn ốc có cấu trúc thanh chắn nằm trong chòm sao Phi Mã. Thiên hà này là một thiên hà bất thường bởi vì hình thái của nó giống với nhiều thiên hà xoắn ốc khác nhưng nó không hề có cấu trúc thanh chắn nào mà lại có cấu trúc đai. Trên thực tế, bất kì một cấu trúc đai nào cũng cần có cấu trúc thanh chắn để hình thành. Ban đầu chỉ có cấu trúc thanh chắn, nhưng sau đó, lực hấp dẫn của nó sẽ đưa các chất khí bên trong nó di chuyển đến hai điểm cuối của thanh và rồi các chất khí tạo thành cấu trúc đai. Do vậy với thiên hà này, ta không thể dùng điều trên để giải thích sự hình thành cái đai của nó. O. K. Sil'chenko và A. V. Moiseev cho rằng cái đai ấy là kết quả của một vụ hợp thành thiên hà của NGC 7742 với một thiên hà lùn nhiều chất khí. Do vậy, họ tập trung vào nghiên cứu vùng trung tâm có độ sáng bất thường và họ thấy có sự tồn tại của những một cái đĩa cấu tạo từ chất khí có độ nghiêng cao và cũng có những chất khí quay theo hướng ngược lại đối với các ngôi sao.
Ngoài ra còn có hai siêu tân tinh khác là SN 1993R và SN 2014cy được nhìn thấy là nằm trong NGC 7742.

## Dữ liệu hiện tại
Theo như quan sát, đây là thiên hà nằm trong chòm sao Phi Mã và dưới đây là một số dữ liệu khác:
Xích kinh 23h 44m 15.7s
Độ nghiêng +10° 46′ 02″
Giá trị dịch chuyển đỏ 0.005547 +/- 0.000003
Cấp sao biểu kiến 12.35
Vận tốc xuyên tâm 1663 km/s
Kích thước biểu kiến 1.778 × 1.698 moa
Loại thiên hà SA(r)b,